# George Anthony Dondero

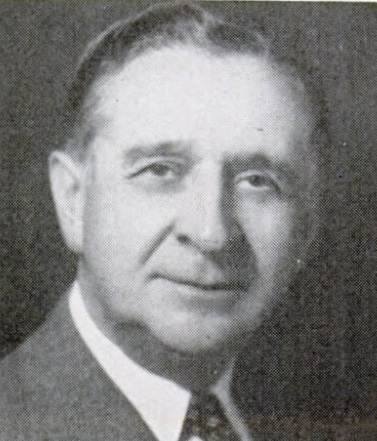
Aufnahme von 1953

George Anthony Dondero (* 16. Dezember 1883 in Detroit, Michigan; † 29. Januar 1968 in Royal Oak, Michigan) war ein US-amerikanischer Politiker. Zwischen 1933 und 1957 vertrat er den Bundesstaat Michigan im US-Repräsentantenhaus.

## Werdegang
George Dondero besuchte die öffentlichen Schulen seiner Heimat. Danach arbeitete er in verschiedenen Ämtern in der Stadt Royal Oak. Unter anderem war er dort von 1905 bis 1906 Ratsschreiber (Village Clerk) und von 1907 bis 1908 Kämmerer. Nach einem Jurastudium am Detroit College of Law und seiner im Jahr 1910 erfolgten Zulassung als Rechtsanwalt begann er in Royal Oak in seinem neuen Beruf zu arbeiten. Von 1911 bis 1921 war er juristischer Vertreter dieser Stadt. In den Jahren 1918 und 1919 fungierte er auch als stellvertretender Staatsanwalt im Oakland County. Im Jahr 1921 wurde Dondero Bürgermeister von Royal Oak; dieses Amt bekleidete er bis 1922. Zwischen 1910 und 1928 war er auch Mitglied im städtischen Bildungsausschuss.
Politisch war Dondero Mitglied der Republikanischen Partei. Bei den Kongresswahlen des Jahres 1932 wurde er im damals neugeschaffenen 17. Wahlbezirk von Michigan in das US-Repräsentantenhaus in Washington, D.C. gewählt, wo er am 4. März 1933 sein neues Mandat antrat. 
Nach elf Wiederwahlen konnte er bis zum 3. Januar 1957 zwölf Legislaturperioden im Kongress absolvieren. Seit 1953 vertrat er dort den ebenfalls neugeschaffenen 18. Distrikt. Zwischen 1947 und 1949 sowie nochmals von 1953 bis 1955 war Dondero Vorsitzender des Committee on Public Works. Zu Beginn seiner Zeit im Kongress wurden dort bis 1941 die meisten der New-Deal-Gesetze der Bundesregierung verabschiedet, denen Donderos Partei eher ablehnend gegenüberstand. Seit 1941 war auch die Arbeit des Kongresses von den Ereignissen des Zweiten Weltkrieges und dessen Folgen geprägt. Nach dem Krieg erlebte Dondero als Kongressabgeordneter den Beginn des Kalten Krieges und den Koreakrieg. Damals begann auch die Bürgerrechtsbewegung. 1951/52 gehörte er der Madden-Kommission an, dem Ausschuss zur Untersuchung des Massakers von Katyn.
George Dondero war sehr konservativ. Er war ein Anhänger von US-Senator Joseph McCarthy und dem Komitee für unamerikanische Umtriebe. Dondero versuchte auch die Anklage gegen die Manager der I.G. Farben wegen der Beteiligung an den Verbrechen des Nationalsozialismus zu verhindern. Außerdem führte er auch einen privaten Feldzug gegen die moderne Kunst, die er als Teil einer kommunistischen Weltverschwörung ansah.
1956 verzichtete George Dondero auf eine erneute Kongresskandidatur. In den folgenden Jahren praktizierte er wieder als Anwalt. Er starb am 29. Januar 1968 in Royal Oak.